# Lauren Poetschka
Lauren Poetschka, född 22 oktober 1974, är en friidrottare från Australien. Hon deltog vid olympiska sommarspelen 2000.